# David Harbour

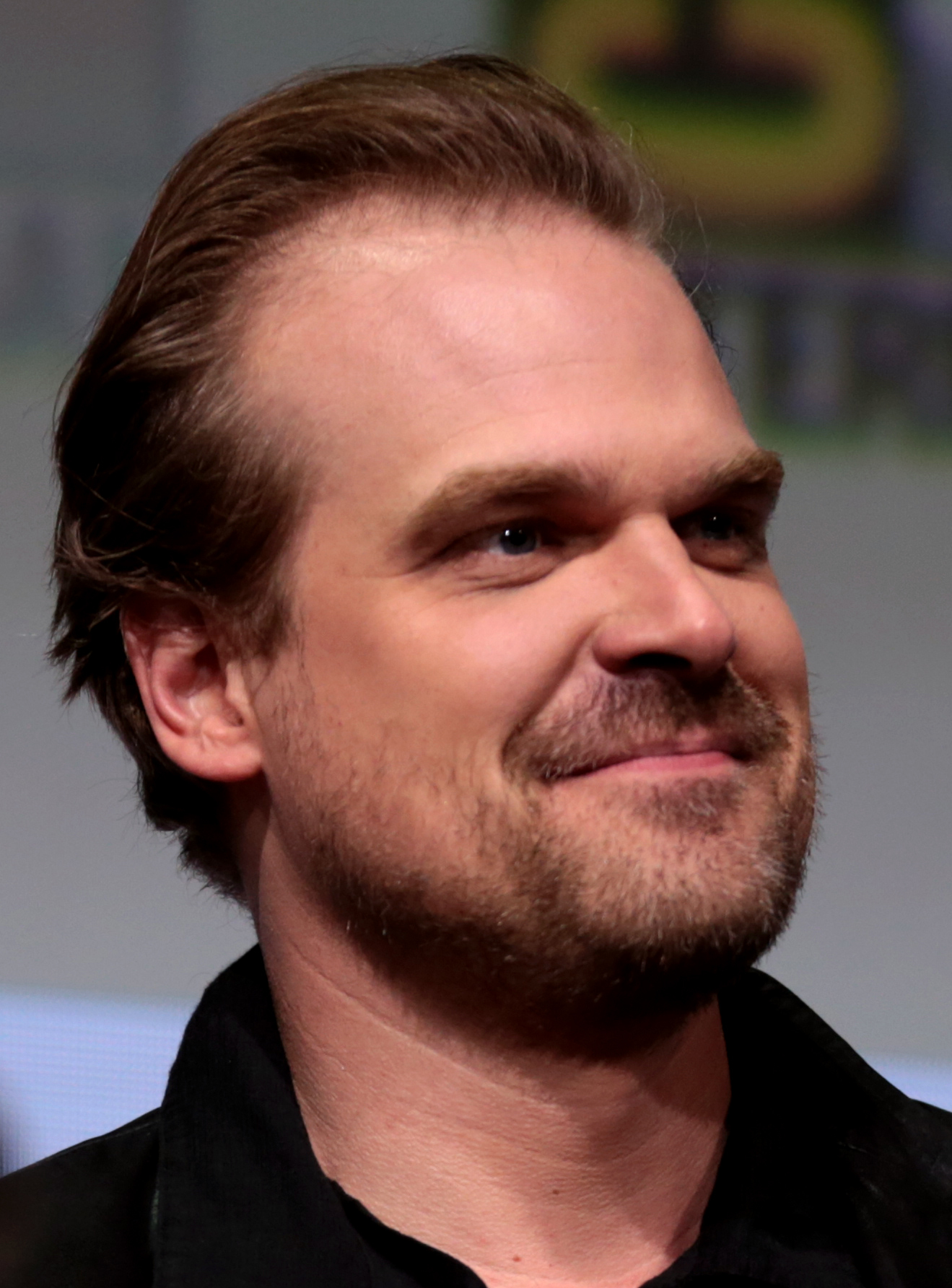
David Harbour in 2017 op de
San Diego Comic-Con International

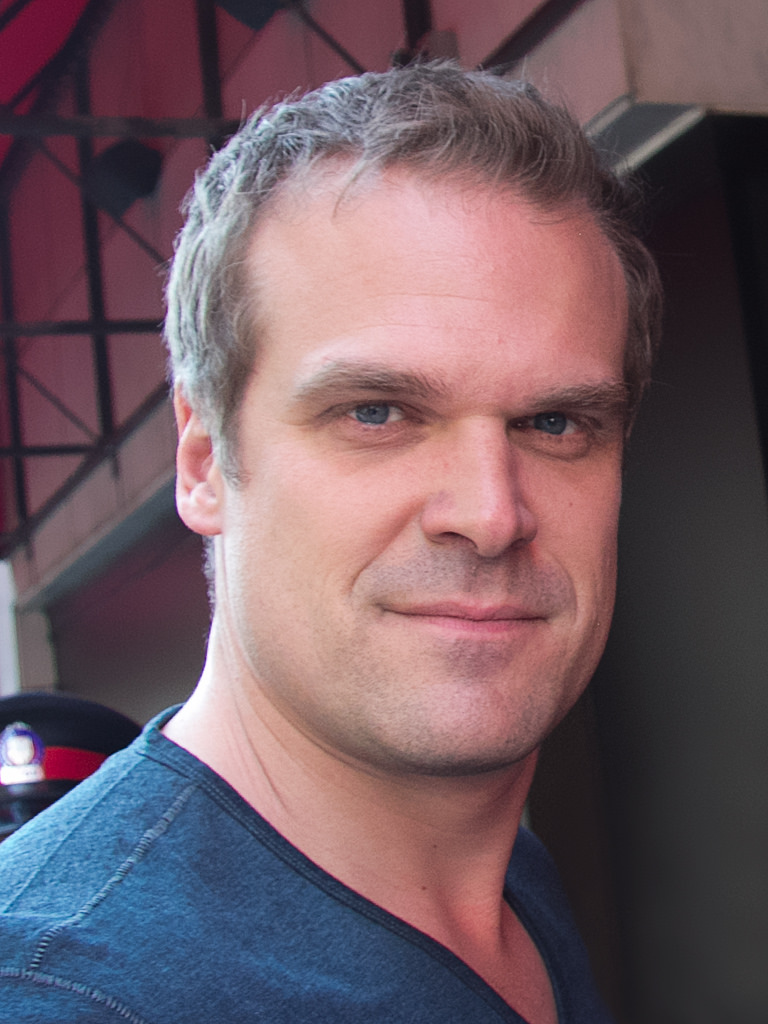
David Harbour in 2014 op de
Internationaal filmfestival van Toronto

David Kenneth Harbour (White Plains (New York), 10 april 1975) is een Amerikaans acteur.
Harbour is vooral bekend door zijn rol als Chief Jim Hopper in de populaire Netflixserie Stranger Things.

## Biografie
Harbour heeft de high school doorlopen aan de Byram Hills School in New York. Hierna heeft hij gestudeerd aan de Dartmouth College in Hanover (New Hampshire) en haalde in 1997 zijn diploma in drama en Italiaans.

## Filmografie

### Films
Uitgezonderd korte films.
- 2025 Thunderbolts* - als Alexei Shostakov / Red Guardian
- 2025 A Working Man - als Gunny Lefferty
- 2023 Gran Turismo - als Jack Salter
- 2023 We Have a Ghost - als Ernest
- 2022 Violent Night - als Santa
- 2021 Black Widow - als Alexei Shostakov / Red Guardian
- 2021 No Sudden Move - als Matt Wertz
- 2020 Extraction - als Gaspar
- 2019 Hellboy - als Hellboy
- 2018 Human Affairs - als Ronnie
- 2017 Sleepless - als Dennison
- 2016 Suicide Squad - als Dexter Tolliver
- 2015 Black Mass - als John Morris
- 2014 A Walk Among the Tombstones - als Ray
- 2014 The Equalizer - als Masters
- 2014 X/Y - als ??
- 2013 Parkland - als Gordon Shanklin
- 2013 Snitch - als Jay Price
- 2012 Midnight Sun - als Ethan Davies
- 2012 Between Us - als Joel
- 2012 End of Watch - als Van Hauser
- 2012 Knife Fight - als Stephen
- 2011 Isolation - als Dr. Sloan
- 2011 W.E. - als Ernest
- 2011 The Convincer - als Bob Egan
- 2011 The Green Hornet - als D.A. Frank Scanlon
- 2011 Tilda - als ??
- 2010 Every Day - als Brian
- 2009 State of Play - als ingewijde van PointCorp
- 2008 Revolutionary Road - als Shep Campbell
- 2008 Quantum of Solace - als Gregg Beam
- 2007 Awake - als Dracula
- 2006 Shut Up and Sing - als David
- 2005 Confess - als FBI-agent McAllister
- 2005 Brokeback Mountain - als Randall Malone
- 2005 War of the Worlds - als havenarbeider
- 2004 Kinsey - als Robert Kinsey

### Televisieseries
Uitgezonderd eenmalige gastrollen.
- 2024 What If...? - als Alexei Shostakov / Red Guardian (stem) - 2 afl.
- 2024 - 2025 Creature Commandos - als Eric Frankenstein (stem) - 6 afl.
- 2016 - 2022 Stranger Things - als Jim Hopper - 34 afl.
- 2021 Q-Force - als agent Rick Buck - 10 afl.
- 2015 - 2016 Banshee - als Robert Dalton - 2 afl.
- 2014 - 2015 State of Affairs - als David Patrick - 13 afl.
- 2012 - 2014 The Newsroom - als Elliot Hirsch - 10 afl.
- 2014 Manhattan - als Reed Akley - 10 afl.
- 2014 Rake - als David Potter - 13 afl.
- 2012 Blue - als Cooper - 3 afl.
- 2011 - 2012 Pan Am - als Roger Anderson - 6 afl.

## Theaterwerk opBroadway
- 2012 - 2013 Glengarry Glen Ross - als John Williamson
- 2010 - 2011 The Merchant of Venice - als Bassanio
- 2007 The Coast of Utopia [Part 3 – Salvage] - als dokter
- 2006 - 2007 The Coast of Utopia [Part 2 – Shipwreck] - als George Herwegh
- 2006 - 2007 The Coast of Utopia [Part 1 – Voyage] - als Nicholas Stankevich
- 2005 Who's Afraid of Virginia Woolf? - als Nick
- 2001 The Invention of Love - als Moses John Jackson
- 1999 - 2000 The rainmaker - als Farmhand